# Клаудия Чейз
Клаудия Чейз (англ. Claudia Chase, настоящее имя — Джессика Одонелл (англ. Jessica Odonell), род. 28 июня 1978 года) — американская порноактриса, лауреатка премии NightMoves Award.

## Биография
Родилась 28 июня 1978 года в Лос-Анджелесе, Калифорния, США. Настоящее имя — Jessica Odonell.
Дебютировала в порноиндустрии в 1997 году, в возрасте около 19 лет. Снималась для таких студий, как Elegant Angel, Evil Angel, Adam & Eve, Vivid, Venus Productions, Metro и других.
В 1999 году получила премию NightMoves Award в номинации «лучшая новая старлетка» по версии поклонников.
Ушла из индустрии в 2001 году, снявшись в 75 фильмах.

## Премии и номинации

### Премии
- 1999 NightMoves Award — Лучшая новая старлетка, выбор поклонников[4]

### Номинации
- 2000 AVN Awards — лучшая женская сцена, вместе с Sheila Stone и Amber Michaels, за Day Dreamer[5]